# Cá trích abrau
Cá trích abrau, tên khoa học Clupeonella abrau, là một loài cá thuộc họ Clupeidae. Loài này có ở Nga và Thổ Nhĩ Kỳ.